# Hrîmuce, Krînîcikî
Hrîmuce (în ucraineană Гримуче) este un sat în așezarea urbană Krînîcikî din raionul Krînîcikî, regiunea Dnipropetrovsk, Ucraina.

## Demografie
Componența lingvistică a localității Hrîmuce
     Ucraineană (92,66%)
     Rusă (6,58%)
     Alte limbi (0,51%)
Conform recensământului din 2001, majoritatea populației localității Hrîmuce era vorbitoare de ucraineană (92,66%), existând în minoritate și vorbitori de rusă (6,58%).